# Грамадата
Пол Рандал Уайт младши (на английски: Paul Randall Wight, Jr.), по-известен с псевдонима си Грамадата (The Big Show), е американски кечист и актьор. Роден е на 8 февруари, 1972 г. Състезава се в AEW.

## Кариера
Уайт дебютира в WCW в Bash at The Beach през 1995 г. Той се представя като Гиганта, твърди, че е син на Андре Великана и обвинява Hulk Hogan за смъртта на „бащата“. Уайт подписва десетгодишен договор със Световната федерация по борба на 9 февруари 1999. Той дебютира като член на The Corporation. През 2010 славната му дружба с Крис Джерико е приключила. Отборните титли на „Джеримадата“ са отнети от DX. Грамадата се бие в кралското меле за 2010 година. седмица след това се сдружава с Миз и печелят отборните титли. Така се формира новият отбор „Мизадата“. На Elimination chamber те защитават титлите си срещу Марк Хенри и M.V.P., но запазват своите титли. На Wrestlemania 26 те защитават титлите си срещу Ар-Тру и Джон Морисън. „Мизадата“ отново опазват своите титли. На Extreme rules става ясно, че в следващия епизод на „Първична сила“ ще се бият срещу „династията Харт“ за отборните трофеи. Този път Миз се предава под натиска на „захапката на акулата“. Грамадата се ядосва и нокаутира Миз. Същата вечер преминава в „Разбиване“. Няколко дни по късно става ясно, че ще се бие с Джак Фукльото]] за световната титла в тежка категория. Но на Over the limit Фукльото си запазва титлата чрез дисквалификация. В следващия епизод на „Разбиване“ той се класира автоматично за турнира „Fatal 4 way“ заедно с Фукльото, Пънк и Рей Мистерио. Отново не печели титлата в тежка категория. Класира се за турнира Money in a bank. Там също не взима договора в куфарчето. В следващите предавания на „Разбиване“ се разбира, че на турнира „Лятно тръшване“ Грамадата ще се бие в хандикап мач срещу „S.E.S.“ На турнира „Лятно тръшване“ и Грамадата побеждава. На турнира „Нощта на шампионите“ Грамадата пак се бие с Пънк и пак го побеждава. След турнира „Ад в клетка“ се разбира, че Грамадата е ще е капитан на отбора Разбиване. На турнира „Bragging Rights“ отборът на „Разбиване“, с капитан Грамадата печелят купата на федерацията. Грамадата започва вражда със световния шампион в тежка категория Марк Хенри за титлата. На турнира Отмъщение играят мач за в Титлата в тежка категория. Там Грамадата поваля Марк на земята и тръгва да се качва на въжетата, качва се на последното въже, но Хенри се съвзема на въжетата, като от там прави суперплекс на Грамадата. Мача не продължава защото ринга пропада. На турнира Сървайвър Грамадата и Марк Хенри играят в един страхотен мач за титлата в тежка категория, в който Грамадата има пълно надмощие, но в средата на мача Марк Хенри се опитва да вземе надмощие, но не успява. Грамадата му прави „Музика под брадичката“ и се качва на въжетата и от там прави Лакът Сърцеразбивач. След това опитва туш 1,2... Хенри се повдига. Грамадата не може да повярва. Той се готви за Задушаващо тръшване, но Хенри го блокира и му прави „Най-силното тръшване на света“ и следва неуспешен опит за туш: 1,2... и повдигане. Хенри не може да повярва. Ядосва се и изчаква Грамадата да стане и да му направи завършващия си ход. Грамадата се изправя и блокира Хенри, като му прави Задушаващо тръшване. Той изчаква Хенри да се изправи за да го нокаутира, но Марк вижда това и го рита под пояса. Грамадата печели мача, но не и титлата. Само че Марк Хенри не е приключил, взима стол и пъхва крака на Грамадата в стола Грамадата знае какво ще направи Хенри. Хенри се качва на въжетата и скача върху крака на Грамадата, но Грамадата се отмества и пребива Марк Хенри със стола след което пъхва неговия крак в стола и скача върху него. Следващата седмица в „Разбиване“ Марк излиза с гипсиран крак. Той започва да говори че на турнира е ударил Грамадата в крака, а не в пояса. В същото време излиза Грамадата. Започват да се карат и Марк Хенри бута Граадата, но той не пада и нокаутира Марк Хенри, който пада обърнат по лице в безсъзнание. После излиза Даниел Брайън който е Г-н договор в куфарчето и изисква мач за титлата, след което обръща Марк Хенри и го тушира, с което става новият световен шампион в тежка категория. След това излиза главният мениджър на „Разбиване“ Теодор Лонг и казва, че лекарите на федерацията не позволяват на Хенри да се бие, затова мачът не важи и връща титлата на Хенри, като казва на Брайън, че единственото, което може да направи за него, е да му върне куфарчето. В един епизод на „Разбиване“ играят Джак Фукльото и Грамадата. През цялото време Грамадата пребива Фукльото. Приготвя се и за „Задушаващо тръшване“, но се забавя и Фукльото му прилага „Усукания глезен“. Грамадата не се предава и нокаутира Фукльото, след което го хвърля към Хенри, който го пребива със стола (на който е седнал) и отправя послание. На турнира Маси, стълби и столове (TLC) играят Марк Хенри и Грамадата за титлата в тежка категория в мач със столове. В началото Марк Хенри не иска да се бие и си взима титлата и си тръгва, но Грамадата грабва един стол и връща Хенри на ринга. Там Марк Хенри надделява с помощта на стола и решава да нанесе последен удар със стола в главата, но Грамадата го блокира като прави нокаутиращ удар на стола. След това повторно нокаутира Хенри и го тушира. Той става новият Световен шампион в тежка категория. След това Марк Хенри го напада в гръб и му прави DDT върху стола. После излиза г-н „Договор в куфарчето“ Даниел Брайън и иска мач за титлата срещу Грамадата, в който тушира Грамадата и става новият Световен шампион в тежка категория. В един епизод на „Разбиване“ играят Марк Хенри и Грамадата за определяне за главен претендент за титлата в тежка категория, но излиза асистентът на главния мениджър на „Първична сила“ Давид Отунга и казва, че мачът няма да се състои, защото Г-н Джон Лурнайтис не искал да излага на риск Марк Хенри заради състоянието на крака му. Грамадата му нанася нокаутиращ удар. В епизод на „Разбиване“ играят Грамадата и Даниел Брайън за титлата в тежка категория, а Марк Хенри седи при коментаторите. Грамадата взима надмощие още в началото, но после Брайън надделява със захвата Лебел. Грамадата не се предава и се освобождава и дори се приготвя за нокаутиращ удар, но Брайън го вижда и слиза от ринга. Марк Хенри му казва че е страхливец и трябва да се върне на ринга. Брайън отива при него и му казва:Аз съм по-добър от теб! Хенри се ядосва и бута Брайън, при което съдията бие гонга за дисвалификация и Брайън си запазва титлата. В епизод на „Разбиване“ се играе реваншът между Грамадата и Даниел Брайън за титлата в тежка категория в мач без дискваликации. Даниел Брайън излиза с приятелката си AJ. Когато мачът започва, Брайън подава ръка на Грамадата, той е хваща, но после го вдига във въздуха и след това го тръшва. В началото Грамадата пребива Брайън, но после Брайън надделява и поваля Грамадата на пода с ритници, а след това взима стол и замахва, но Грамадата блокира с десен удар. Брайън побягва, но Грамадата го настига. Брайън се обръща и му забива шамар. Грамадата се ядосва и подгонва Брайън, само че на пътя на Грамадата е AJ. Той я бута и тя си пада на врата. Съдията и лекарите идват. Брайън не може да повярва, а Грамадата плаче. Феновете викат: „Тя е добре“. Отнасят е с носилка и шина на врата. Брайън започва да крещи на Грамадата: „Ако искаш толкова тази титла вземи я. Не мога да повярвам, тя е 50 кг, а ти 220“. Накрая му казва: „ти си копеле“. На „Кечмания“ Грамадата се изправя срещу Коуди Ротс за Интерконтиненталната титла. Грамадата печели този мач, но на Екстремни правила в мач с маси Коуди си връща титлата от Грамадата. Бившият мениджър на RAW & SD Джон Лоринайтис уволнява Грамадата, но после му подновява договора и го прави „железен“. След това Грамадата започва вражда с Джон Сина, Бродос Клей и Тензай. На турнира Ад клетка 2013 Грамадата получава шанс да се бие с Шеймъс за титлата в тежка категория, който печели. В следващия епизод на „Първична сила“ Шеймъс излиза на ринга и стиска ръката на Грамадата, който започна да го обижда. В отговор Шеймъс го вдига на раменете си и му направи Белия шум. В следващото издание на „Разбиване“ Грамадата излиза и започва да говори как е спечелил титлата на Ад клетка, но Шеймъс го прекъсва и иска мач реванш. Грамадата отказва, но Букър Ти излиза и казва, че ще има мач реванш, но само ако Шеймъс победи Деймън Сендал. Шеймъс печели съответния мач и трябва да се проведе мач реванш на турнира Сървайвър за 2013 година. След мача на Шеймъс със Сендал Грамадата излиза и нокаутира Шеймъс. В „Първична сила“ Грамадата се бие с Алберто дел Рио, когато Шеймъс излиза и започва да налага Грамадата. Излиза Букър Ти и казва на Шеймъс, че ако не спре да удря Грамадата мачът реванш ще бъде отменен. Шеймъс спира да удря Грамадата, но забива ритник помпа на дел Рио. В „Разбиване“ Грамадата излиза и започва да говори за мача на турнира „Сървайвър“, но Шеймъс го прекъсва и се отправя към ринга с метален стол, но преди да удари Грамадата излиза Букър Ти и казва, че ако Шеймъс удари Грамадата, мача на Сървайвър няма да се състои. Шеймъс отговаря, че иска да си отмъсти на Грамадата за предната седмица, но Букър Ти казва на Шеймъс, че трябва да почака до турнира. В „Първична сила“ Шеймъс се бие с Деларио, когато излиза Грамадата и се опитва да удари Шеймъс, който се отмества и удара го отнася Деларио. Съответно съдията отсъжда дисквалификация за Шеймъст и респективно присъжда победа за Деларио. Шеймъс опитва да удари Деларио, който заляга и удара попада в Грамадата, който казва: Всичко свърши и ти няма да се биеш на Сървайвър за титлата. В „Разбиване“ Грамадата излиза и казва че иска нов опонент за Сървайвър, но Букър излиза и казва, че в мача на Сървайвър Грамадата ще защитава титлата срещу Шеймъс. Грамадата определя това като нечестно заради удара на Шеймъс, но Букър е непреклонен. Същатата вечер Шеймъс се бие с Лейд Барет, но Грамадата излиза и нокаутира Шеймъс. Отново излиза Букър и казва, че ако още един път Грамадата удари Шеймъс, титлата ще му бъде отнета. В отговор Грамадата си тръгва. В „Първична сила“ Грамадата се бие с Кофи Кингъстън и печели бързо с нокаут. Излиза Шеймъс и се отправя към ринга, но Грамадата си тръгва. В „Разбиване“ Шеймъс причаква Грамадата пред паркинга и го пребива. В „Първична сила“ Шеймъс се бие с Коуди Роудс и след ритник помпа го тушира. Грамадата излиза и се опитва да удари Шеймъс, който слиза от ринга, взима метален стол и удря Грамадата. В „Разбиване“ Букър излиза и казва на Шеймъс, че ако още един път удари Грамадата няма да се бие с него на Сървайвър. На свой ред Грамадата излиза и нокаутира Шеймъс. На турнира Сървайвър Шеймъс започва да налага Грамадата (удря го десет пъти със стола), а той без да иска удря го удря под пояса. Съдията отсъжда победа на Шеймъс чрез дисквалификация, но Грамадата си запазва титлата (тя не се печели чрез дисквалификация). Тогава Шеймъс забива ритник помпа на Грамадата, взима метален стол и започва да го удря отново (пак десет удара). В „Първична сила“ Грамадата излиза и започва да говори, че е най-добрия и си запазил титлата, но излиза Шеймъс и го пребива. В „Разбиване“ Шеймъс излиза и иска нов мач на турнира „Маси, стълби и столове“. Грамадата излиза и отказва мача, но след това Букър излиза и одобрява мача, при положение, че Шеймъс победи Даниел Брайън. В хода на мача Шеймъс се кани да забоде ритник помпа на опонента си, но Грамадата излиза и нокаутира Даниел Брайън, при което съдията отсъжда победа на Шеймъс. Отново излиза Букър и казва, че на турнира Маси, стълби и столове Грамадата ще защитава титлата си срещу Шеймъс. Който забожда на Грамадата ритник помпа, точно когато великанът се кани да отговори на Букър. В „Първична сила“ Грамадата излиза и започва да говори за неуважението, с което се сблъсква като шампион. Шеймъс излиза и се заканва, че този път ще спечели титлата. След това опитва да се качи на ринга, но е нокаутиран от Грамадата. В „Разбиване“ Шеймъс излиза и започва да говори за предстоящия мач на турнира. Излиза Грамадата и казва, че и този път ще си запази титлата. При опита си да се качи на ринга обаче отнася ритник помпа от Шеймъс. В „Първична сила“ Грамадата се бие с Деймиън Сейндал, когато излиза Шеймъс и го напада. Въпреки че се появява Букър и опитва да ги разтърве, Шеймъс успява да забие ритник помпа на шампиона. В „Разбиване“ Грамадата излиза на ринга и вика Шеймъс, който действително пристига. Двамата започват сбиване, но Букър излиза и казва, че ако Шеймъс не престане да налага Грамадата мачът на турнира няма да се състои. Въпреки това Шеймъс забива ритник помпа на Грамадата и казва на Букър, че мача не го интересува. В „Първична сила“ Грамадата излиза и извиква Букър и иска от него да отмени мача, но Букър му отказва. Тогава Грамадата бута Букър към металния кол. В отговор Букър му казва, че ако го удари титлата ще отнемат титлата. Излиза Шеймъс и му забива ритник помпа. В „Разбиване“ Шеймъс се бие с Лейд Барет, когато се появява Грамадата, напада Шеймъс и му прави задушаващо тръшване върху коментаторската маса, която се чупи, а след това го удря два пъти с метален стол и след това го нокаутира. В „Първична сила“ Грамадата се бие с Кейн, когато Шеймъс излиза и напада с метален стол Грамадата, а след това му забива ритник помпа и му прилага Белия шум, при което троши с него коментаторската маса. В „Разбиване“ Грамадата излиза и казва, че Шеймъс ще загуби на турнира. Шеймъс излиза и казва точно обратното. След това се качва на ринга, но там Грамадата го нокаутира. В „Първична сила“ Шеймъс излиза и започва да говори за турнира, но Грамадата го прекъсва и се включва в дискусията за турнира самоволно. След това Шеймъс му забива ритник помпа. В „Разбиване“ Грамадата излиза и казва отново, че Шеймъс ще загуби. И отново Шеймъс отговаря точно обратното. За всеки случай Букър слага охрана, която да им попречи пак да се сбият. На тунира Маси, стълби и столове Грамадата започва да налага Шеймъс с метален стол, а после го нокаутира, но въпреки това Шеймъс се повдига при опит за туш. В крайна сметка след удар с грамаден метален стол великана си запазва титлата. В „Първична сила“ Грамадата излиза и започва да се подиграва на Шеймъс за загубата, а в отговор Шеймъс излиза и го удря с гигантския стол. Това е и края на враждата им. В „Разбиване“ Букър излиза и обявява, че Грамадата ще защитава титлата си отново, после извиква всички суперзвезди и чрез жребий с колело е определено Сантино Марела да бъде опонент на Грамадата за титлата. В съблекалнята бившия главен претендент Шеймъс учи Сантино как се прави ритник помпа, но при урока Марела успява единствено да постигне схващане на крака, което даже го вади от мача за титлата. Тогава Букър определя Рикардо Родригес за нов опонент на Грамадата. И Грамадата набързо нокаутира новия кандидат шампион. Тогава Букър определя нов (трети поред) претендент – Деларио. Мача за титлата приключва с нокаут, победа за шампиона. В „Първична сила“ Грамадата започва да говори за мача в „Разбиване“ и за двата нокаута над Деларио и Родригес, когато Деларио излиза и иска нов мач за титлата. Грамадата отказва, при което Деларио го удря, а след това му прави ръкотрошач. В „Разбиване“ Букър определя нов претендент за титлата и то за мач същата вечер: новия претендент е стария – Алберто Деларио. Грамадата определя това като подлост спрямо него самия. Същата вечер Грамадата защитава титлата си в мач Последния оцелял, когато Деларио го удря с металните стълби, а после го поваля зад коментаторската маса. В крайна сметка Деларио печели титлата. В „Първична сила“ Грамадата докато говори Винс Макмеън и иска мача да бъде отменен и да му се върне титлата. Макмеън отговаря, че Деларио го е победил честно. В отговор Грамадата се кани директно да го нокаутира, когато се появява Деларио и го напада, като успява да го удари и 2 пъти с метален стол. В „Разбиване“ Грамадата излиза предизвиква Деларио на мач реванш за титлата на турнира Кралски грохот. Излиза Букър одобрява мача. Тогава Деларио излиза, приема мача, а после се опитва да удари Грамадата, но вместо това гиганта го нокаутира. В „Първична сила“ Деларио се бие с Лейд Барет, но Грамадата прекъсва мача и напада Деларио. След това излиза Шеймъс и забива ритник помпа на Грамадата. В „Разбиване“ Деларио празнува спечелената титла, когато се появява Грамадата, а след него и Долф Зиглар. Зиглар направо казва, че след мача между Деларио и Грамадата може да използва договора в куфарчето, та нищо не пречи той и гигантът да пребият настоящия шампион (Деларио). Тогава се появява и Шеймъс и нещата отиват към сбиване. Излиза и Букър, възпира ги, а после урежда мач за същата вечер: Шеймъс и Деларио срещу Зиглър и Грамадата, а също така нарежда Зиглър и Грамадата да напуснат и да оставят Деларио да празнува. По-късно същата вечер се провежда уреденият мач, по време на който Шеймъс забива ритник помпа на Зиглър, а Деларио прави ръкотрошач на Грамадата, който се предава. В „Първична сила“ Деларио се бие с Антонио Сезаро, когато Грамадата излиза и напада Деларио. Праву му задушаващо тръшване върху коментаторската маса, след това го нокаутира, а накрая го удря три пъти с метален стол. В „Разбиване“ Деларио се бие с Даниел Брайън, но Грамадата прекъсва мача. После Деларио разбира, че Грамадата е нокаутирал Рикардо Родригес и тръгва към съблекалнята, но грамадния му опонент се е омел от там. В „Първична сила“ Грамадата се бие с Кейн, когато Деларио прекъсва мача и напада Грамадата с метален стол, след което го нокаутира с ритник. В „Разбиване“ Деларио излиза на ринга и започва да се хвали как е пребил Грамадата. В „Първична сила“ Деларио се бие с Лейд Барет, когато Грамадата прекъсва мача и го нокаутира. В „Разбиване“ Деларио се бие с Деймън Сендал. Грамадата излиза, но при опита си да удари Деларио не уцелва и го отнася Сендал. Деларио опитва да му го върне с метален стол, но Грамадата блокира и го нокаутира. На турнира Кралски грохот Деларио побеждава Грамадата в мача тип Последния оцелял. В „Първична сила“ Деларио започва да се хвали как си е запазил титлата, а в отговор Грамадата излиза и го нокаутира, след което му залепва ръцете с тиксо за въжетата и му нанася удари с метален стол. След това нокаутира и Родригес. Тогава излиза Долф Зиглър и казва, че ще използва куфарчето. Излиза и Шеймъс и му забива ритник помпа (на Зиглър). В „Разбиване“ Деларио причаква Грамадата на паркинга и го поступва с метален стол. В „Първична сила“ Грамадата излиза и иска мач реванш на турнира Клетка за елиминация. Деларио излиза и приема мача. Когато опитва да се качи на ринга обаче Грамадата го нокаутира и го пребива с метален стол. В „Разбиване“ Грамадата се бие с Великия Кали, но е нападнат с метален стол от Деларио, който след това му прави DDT и го нокаутира с ритник. В „Първична сила“ Букър излиза и потвърждава официално мача на турнира Клетка за елиминация. Деларио иска от Букър да забрани на Грамадата да напада Рикардо Родригес. Букър привикв гиганта и му забранява да напада Родригес под заплахата мача за титлата да бъде отменен. В отговор великанът нокаутира Деларио и дори се кани да повтори упражнението, когато излиза Шеймъс и му забива ритник помпа. В „Разбиване“ Грамадата се бие с Шеймъс, когато Деларио излиза и го напада. Гиганта обаче успява да го нокаутира. В „Първична сила“ Деларио се бие с Коуди Роудс, когато Грамадата прави опит да го нападне. Деларио успява да докопа метален стол и удря грамадния си противник 2 пъти, а после с 1 шут го нокаутира. На турнира „Клетка за елиминация“ Грамадата нокаутира деларио и прави опит за туш, но Деларио се повдига, а по-късно нокаутира великана с шут, прави му ръкотрошач и печели чрез предаване. В „Първична сила“ Деларио започва отново да говори как е надвил Грамадата в борбата за титлата, когато бившия претендент излиза и го нокаутира. В „Разбиване“ Грамадата се бие с Даниел Брайън, когато излиза Деларио, напада го със стол а после за кой ли път го нокаутира с ритник.

### Удари
- Задушаващо тръшване (Chokeslam)
- Последно подрязване (Final Cut)
- Задушаване на кобрата (Cobra clutch backbreaker)
- ДЕ ДЕ ТЕ (DDT)
- Камилска захапка (Camel clutch)
- Големият ботуш (Big boot)
- Чук
- Оръжие за масово поразяване (Right-handed knockout hook) (WMD)
- Пържола
- Тръшване на чувала
- Суплекс
- Саблен удар
- флапджак
- Силово тръшване
- Странично тръшване
- Удар с глава

### Титли и постижения
- Pro Wrestling Illustrated
  - Новобранец на годината (1996)
  - Кечист на Годината (1996)
  - PWI 500 го класира на No.2 от топ 500 единични кечисти на годината през 1996
  - PWI 500 го класира на No.137 от топ 500 единични кечисти на годината през 2003
- World Championship Wrestling
  - Световен шампион на WCW (2 пъти)
  - Световен отборен шампион на WCW (3 пъти) – с Лекс Люджър (1), Стинг (1), и Скот Хал (1)
  - WCW World War 3 (1996)
- World Wrestling Federation/Entertainment/WWE
  - Шампион на WWE (2 пъти)
  - Шампион на ECW (1 път)
  - Световен шампион в тежка категория (2 пъти)
  - Хардкор шампион на WWE (3 пъти)
  - Шампион на Съединените щати на WWE (1 път)
  - Интерконтинентален шампион на WWE (1 път)
  - Отборен шампион на Първична сила на WWE (3 пъти) – с Крис Джерико (1), Миз (1), и Кейн (1)
  - Световен отборен шампион на WWE (5 пъти) – с Гробаря (2), Кейн (1), Крис Джерико (1), и Миз (1)
  - Трофей в памет на Андре Гиганта (2015)
  - Bragging Rights Trophy (2010) – като член на Team SmackDown (с Алберто Дел Рио, Острието, Джак Фукльото, Кофи Кингстън, Рей Мистерио и Тайлер Рекс)
  - 24th Triple Crown Champion
  - Twelfth Grand Slam Champion
  - Награди „Слами“ (5 пъти)
    - Отбор на годината (2009) – с Крис Джерико
    - Holy $#!+ Move of the Year (2011) – с Марк Хенри
    - Betrayal of the Year (2012) – Knocking out John Cena at Over the Limit
    - „This is Awesome“ Moment of the Year (2013) – Knocking out Triple H on Raw
    - Мач на годината (2014) – отбор „Сина“ срещу отбор „Началниците“ на сериите „Сървайвър“
- Wrestling Observer Newsletter
  - Most Embarrassing Wrestler (2002)
  - Новобранец на годината (1996)
  - Worst Feud of the Year (1999) vs. The Big Boss Man
  - Worst Feud of the Year (2013) vs. The Authority
  - Worst Wrestler (2001, 2002)